# Skulpturenpark Quadrat Bottrop

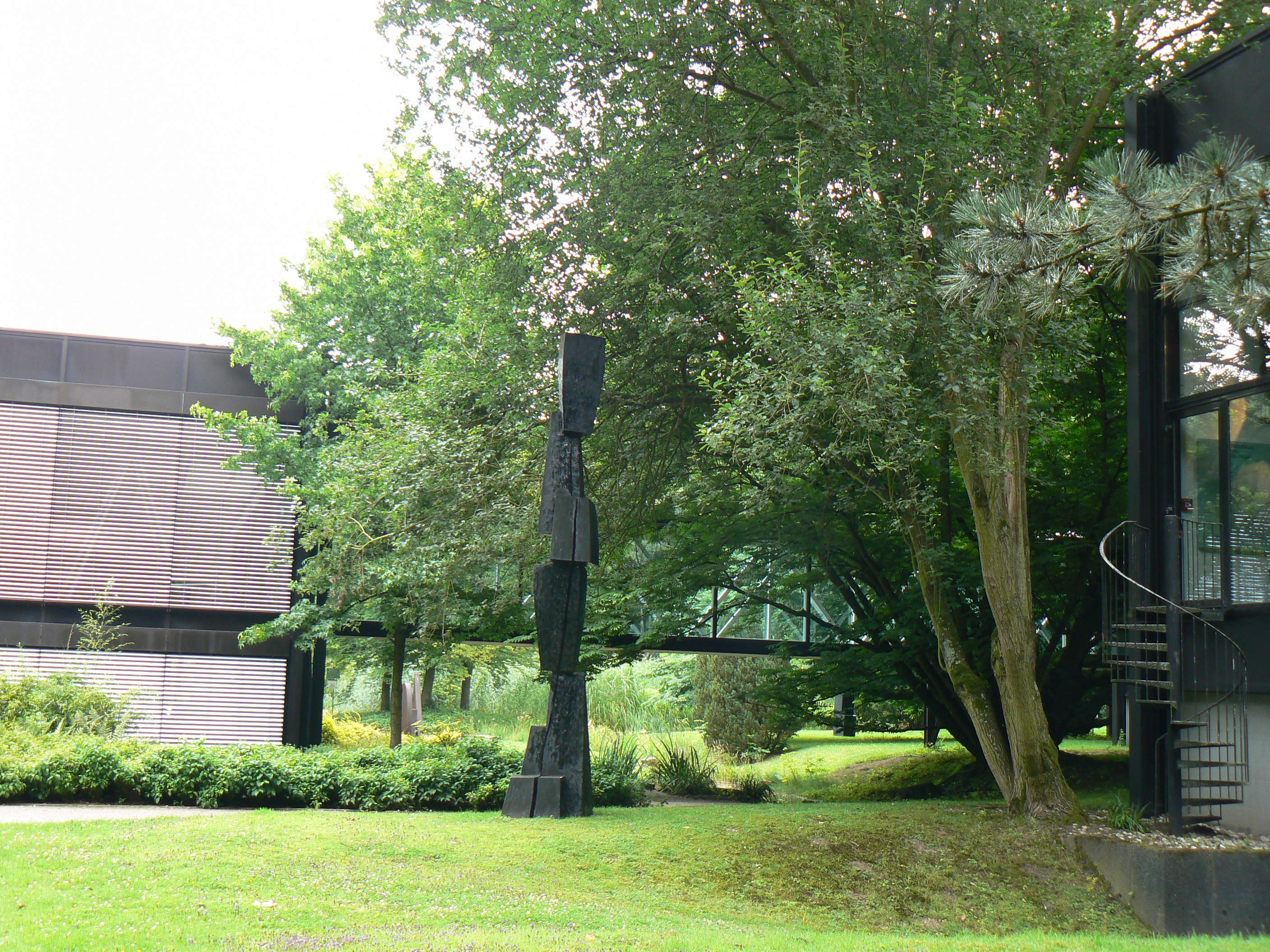
Skulpturenpark am Museum Quadrat Bottrop

Der Skulpturenpark Quadrat Bottrop ist ein Teil des Museumskomplexes Quadrat Bottrop im Stadtgarten Bottrop in Nordrhein-Westfalen. Hier werden Skulpturen von unter anderem Max Bill, Walter Dexel, Hermann Glöckner, Friedrich Gräsel, Erwin Heerich, Ernst Hermanns, Donald Judd, Norbert Kricke, Marcello Morandini, Hans Steinbrenner und Bernar Venet ausgestellt.

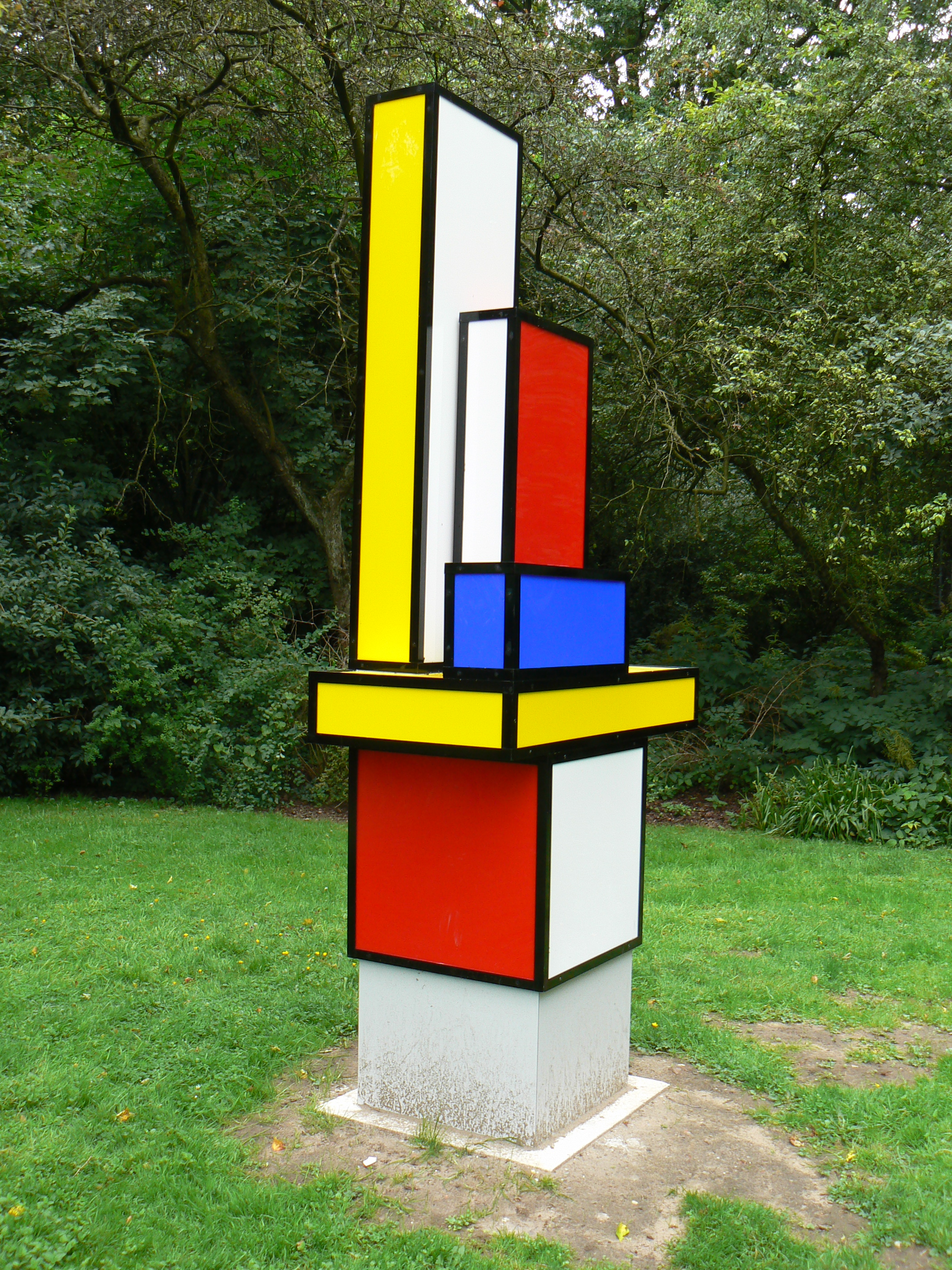
Lightskulptur Walter Dexel (2008 aufgestellt)
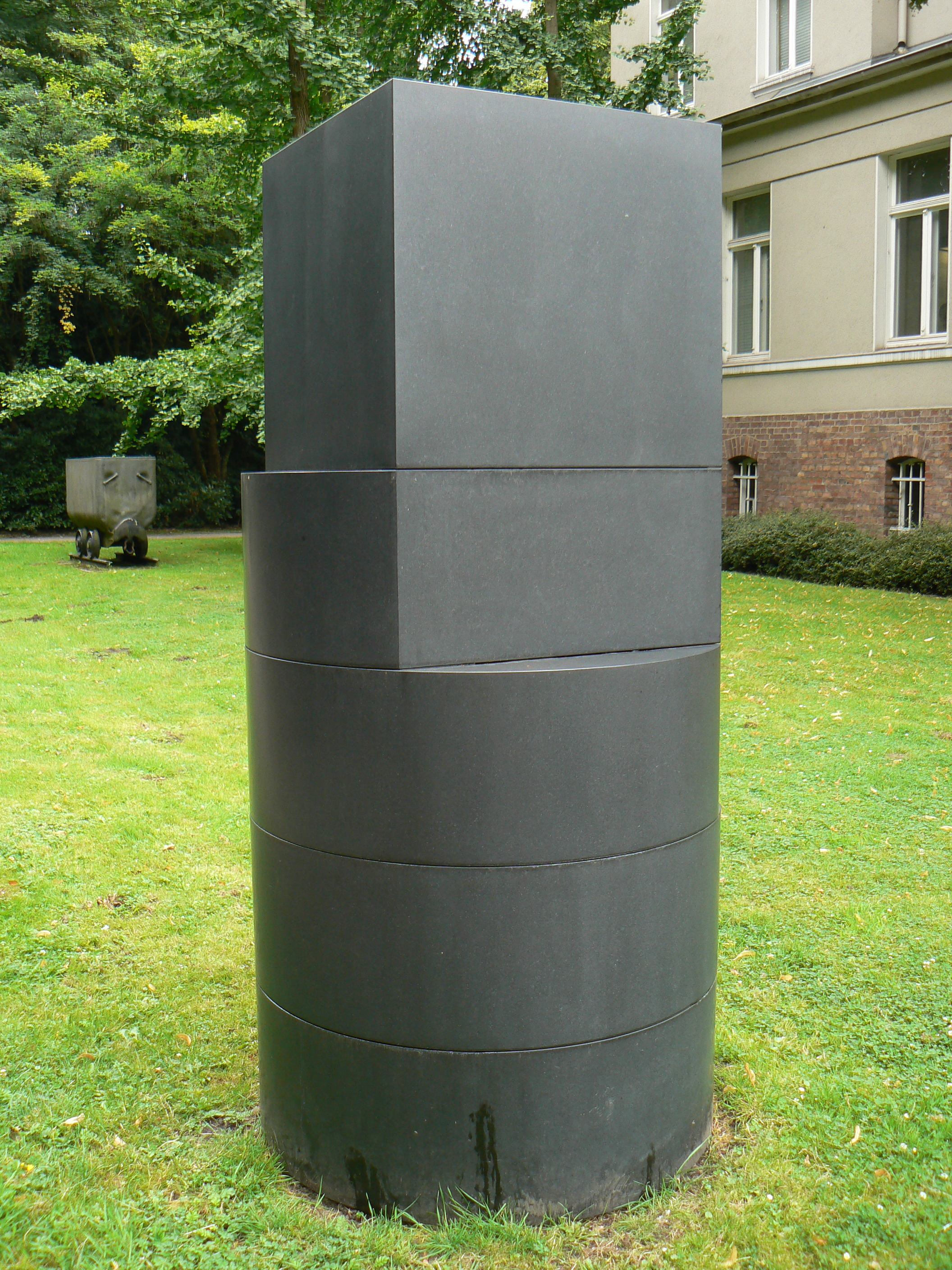
Granitskulptur, Erwin Heerich (1987)
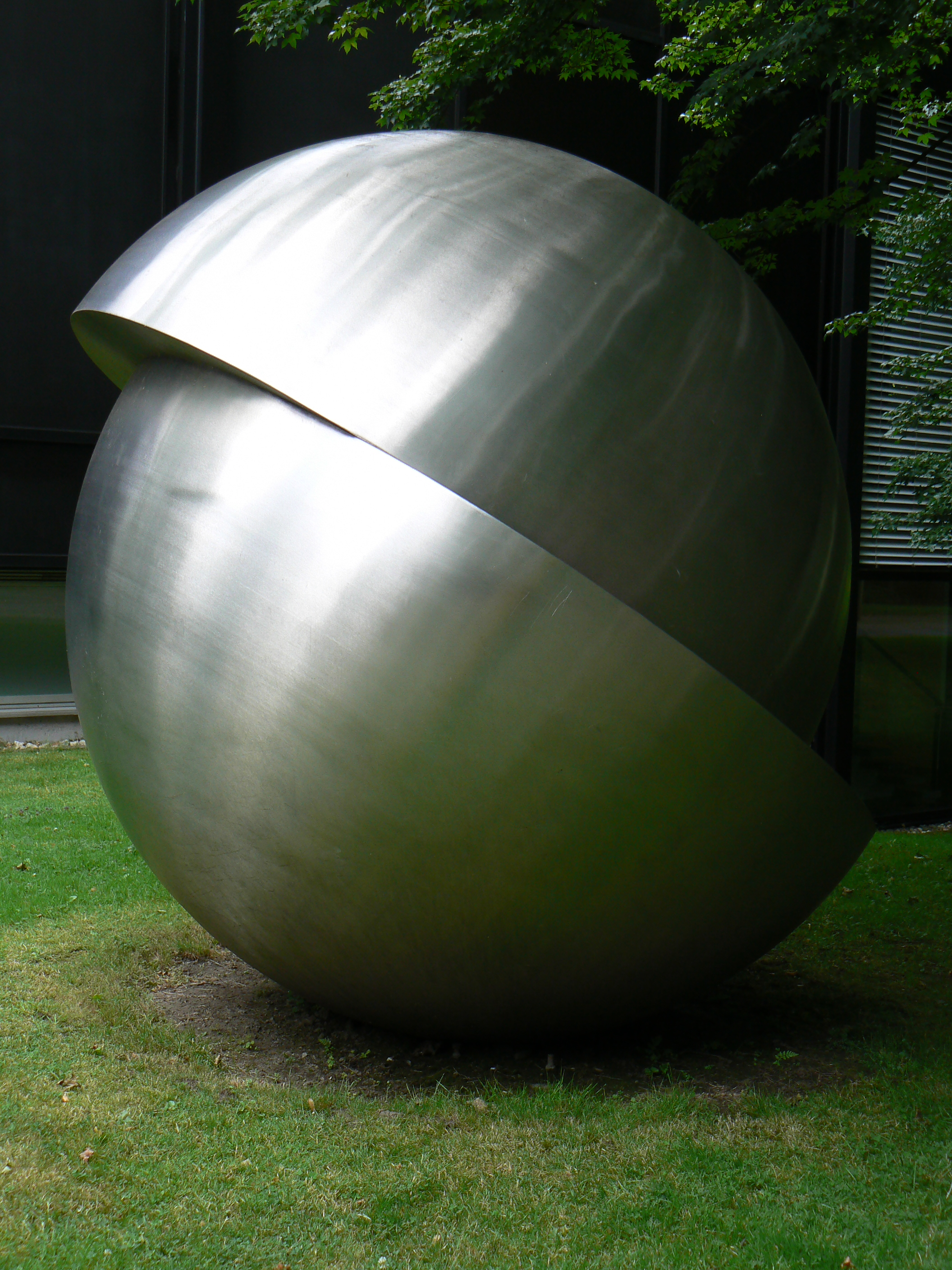
Zwei gegeneinander verschobene Halbkugeln, Ernst Hermanns (1977)
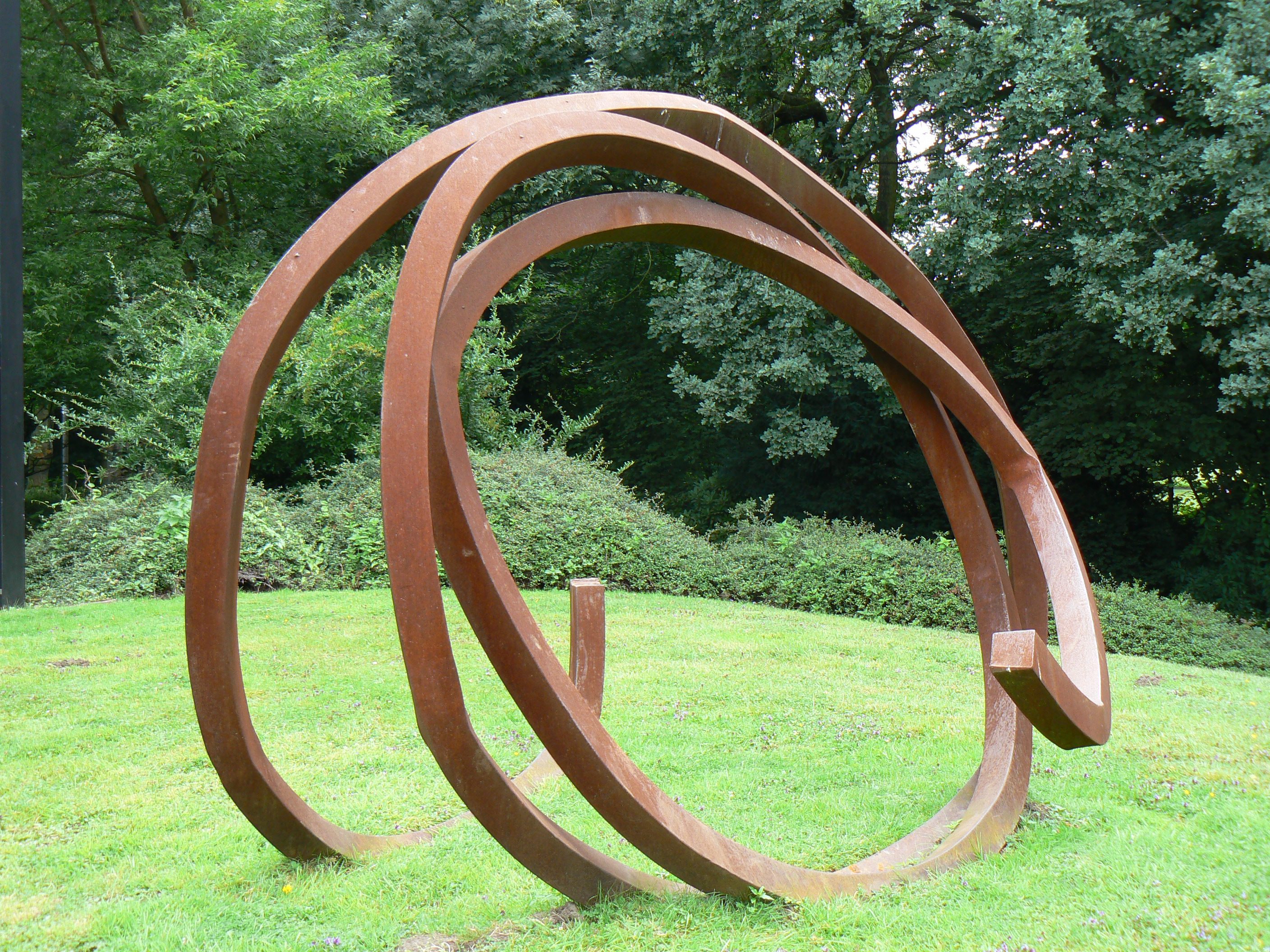
Unbestimmte Linie, Bernar Venet (1987)
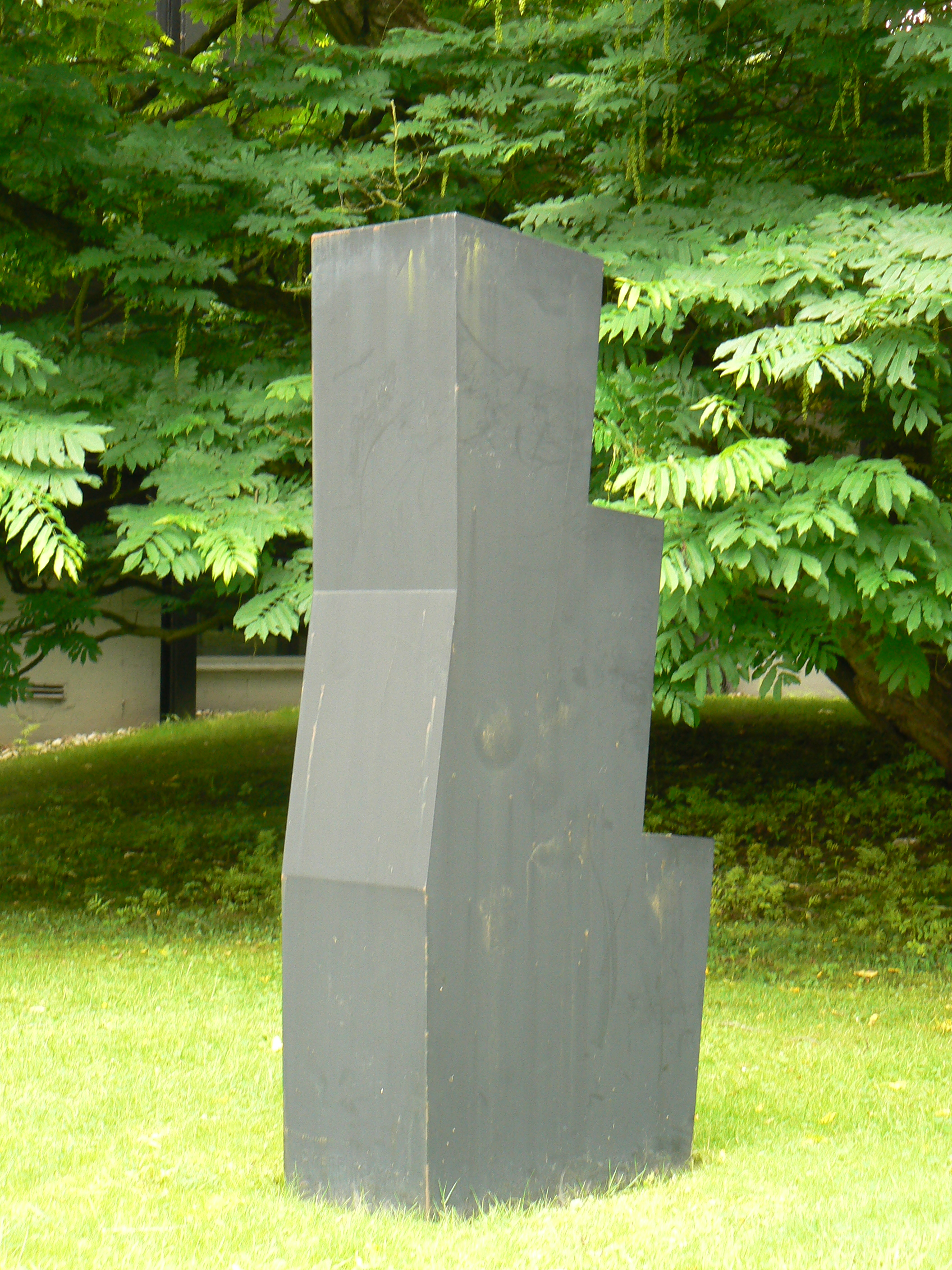
Qurefe Aekyad, Douglas Abdell (1981)